# Loxmaionia megale
Loxmaionia megale là một loài bướm đêm trong họ Crambidae.